# Artabotrys collinus
Artabotrys collinus este o specie de plante angiosperme din genul Artabotrys, familia Annonaceae, descrisă de John Hutchinson. Conform Catalogue of Life specia Artabotrys collinus nu are subspecii cunoscute.